# Niemijärvi (Jukkasjärvi socken, Lappland, 755079-175796)
Niemijärvi är en sjö i Kiruna kommun i Lappland och ingår i Torneälvens huvudavrinningsområde. Sjön har en area på 0,179 kvadratkilometer och ligger 367,1 meter över havet.

## Delavrinningsområde
Niemijärvi ingår i det delavrinningsområde (754966-175773) som SMHI kallar för Ovan Vasarajoki. Medelhöjden är 378 meter över havet och ytan är 12,39 kvadratkilometer. Räknas de 3 avrinningsområdena uppströms in blir den ackumulerade arean 43,97 kvadratkilometer. Saarilompolonjoki som avvattnar avrinningsområdet har biflödesordning 3, vilket innebär att vattnet flödar genom totalt 3 vattendrag innan det når havet efter 342 kilometer. Avrinningsområdet består mestadels av skog (59 procent) och sankmarker (40 procent). Avrinningsområdet har 0,18 kvadratkilometer vattenytor vilket ger det en sjöprocent på 1,5 procent.